# 花子與安妮

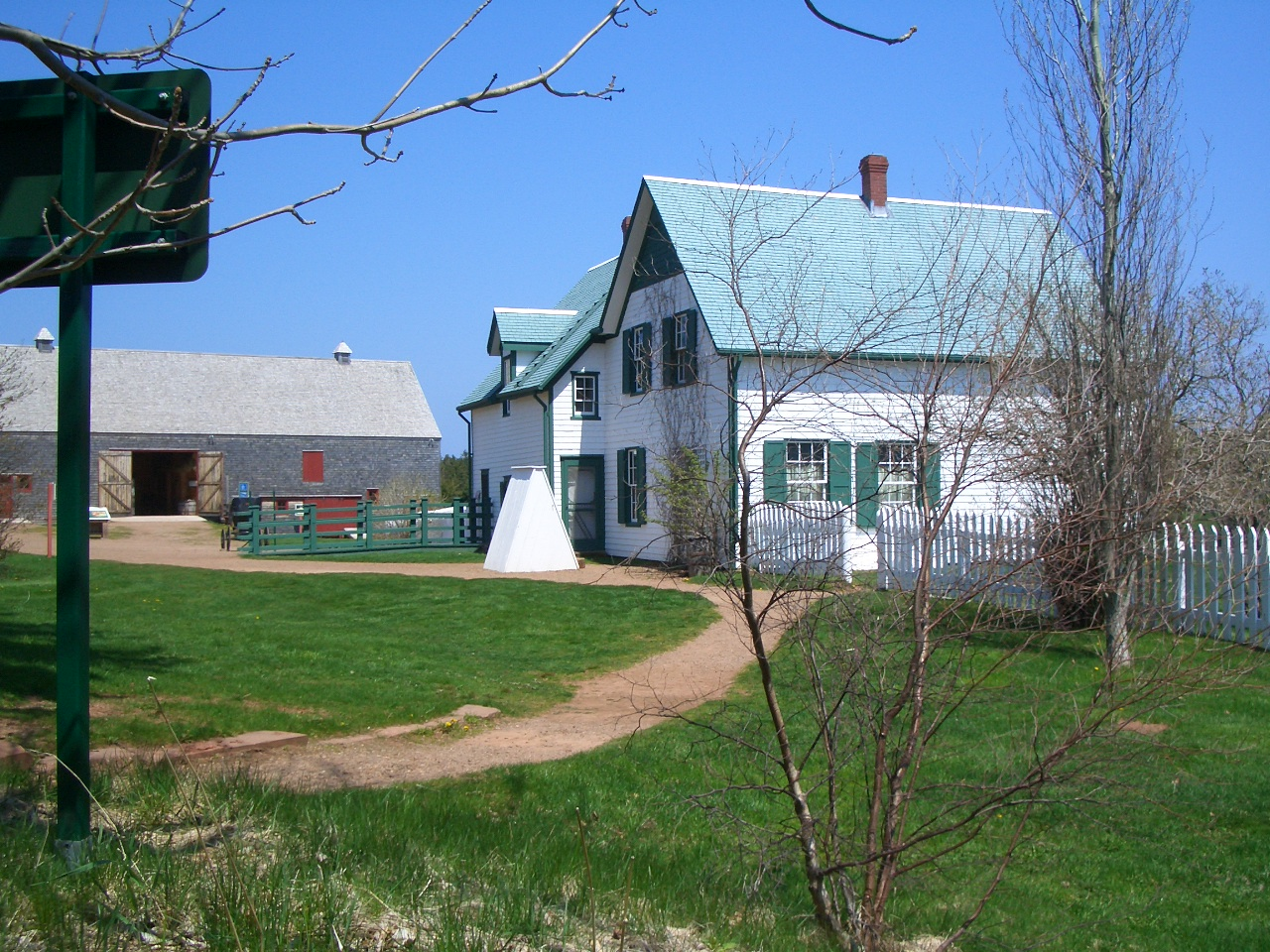
於各集片頭出現的綠屋頂博物館（Anne of Green Gables Museum）

《花子與安妮》為日本NHK製作的第90部晨間劇。此劇改編自日本兒童文學家暨翻譯家村岡花子（本姓安中〔電視劇版改為安東〕，結婚前原名花，後改名為花子，1893年6月21日－1968年10月25日）的真人真事，由中園美保編劇，吉高由里子主演。

## 概述
該劇原作《アンのゆりかご 村岡花子の生涯》（安妮的搖籃 村岡花子的生涯）作者為村岡花子的孫女村岡惠理（1967年生）。2011年8月30日由新潮社出版文庫版，台灣中文版由新雨出版社於2015年1月14日出版。2013年11月起於山梨縣進行拍攝工作。播出日期為2014年3月31日至9月27日，播出時間為半年，共156集。

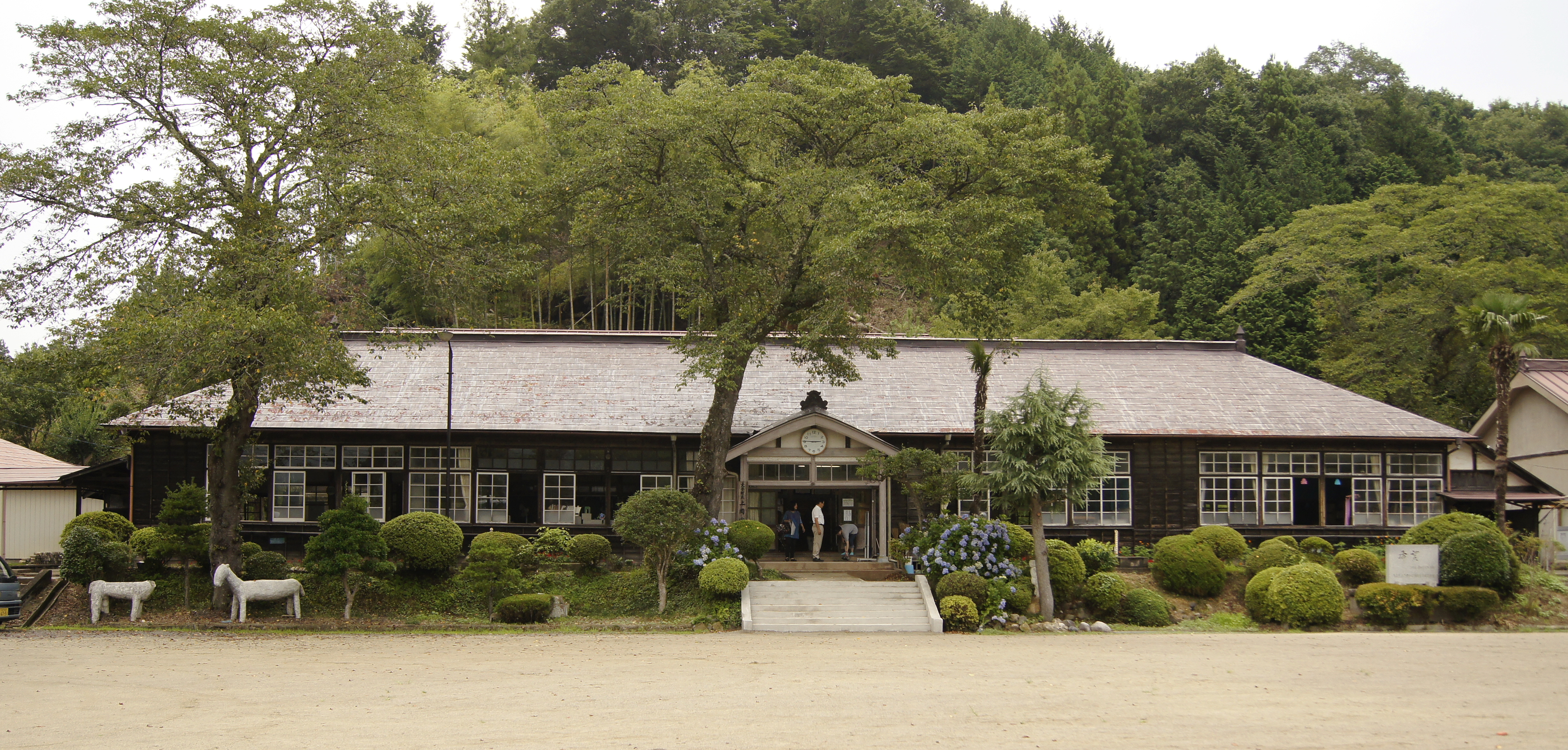
旧上冈小学校（剧中花子的母校，花子后在此校担任代课老师）

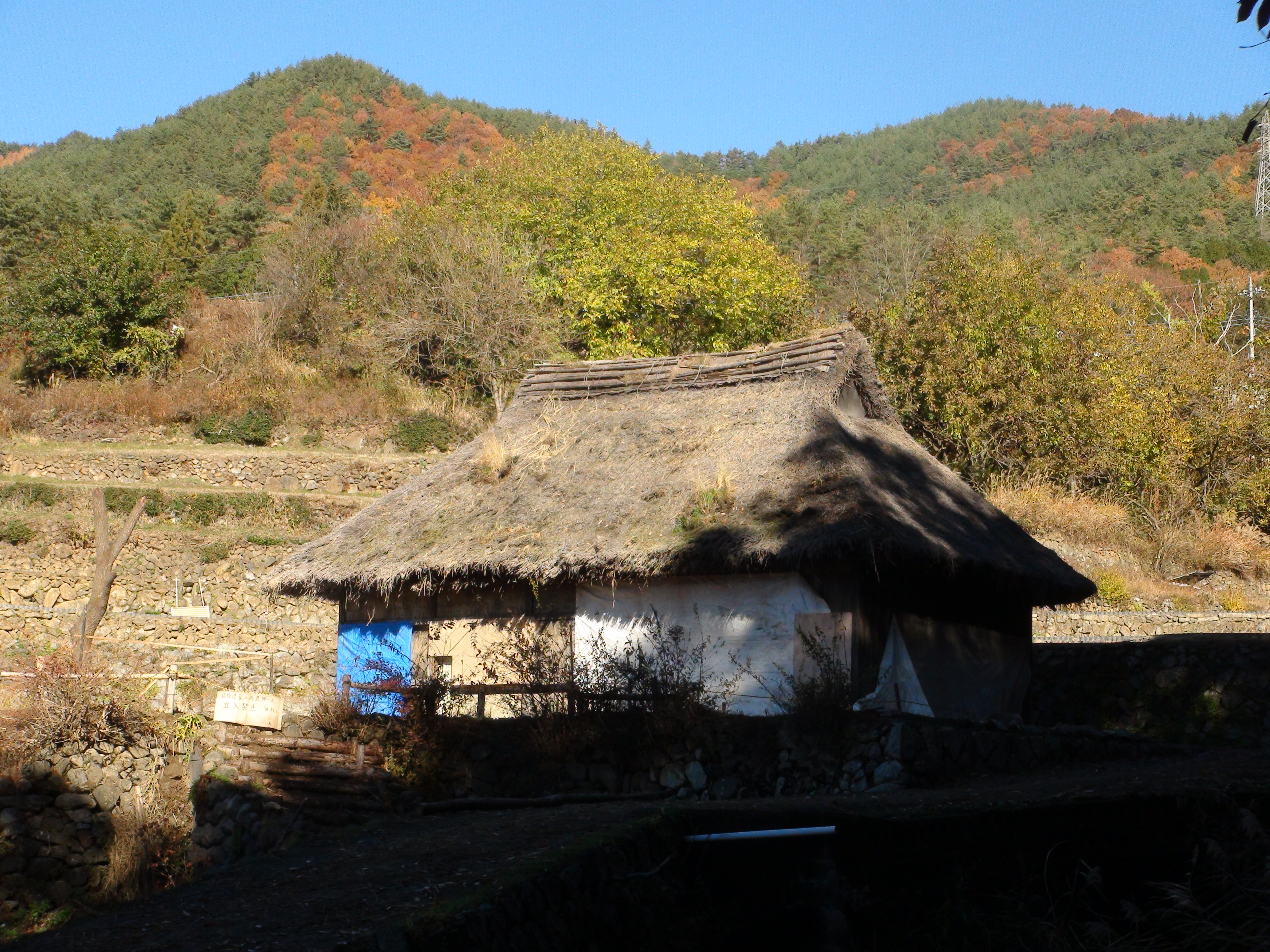
花子的住家是劇組在山梨縣甲府市搭建而成。照片拍攝時間為2013年11月26日。

以翻譯加拿大女作家露西·莫德·蒙哥馬利（Lucy Maud Montgomery，1874年11月30日－1942年4月24日）的世界名著《清秀佳人》（Anne of Green Gables，日譯本書名《赤毛のアン》）的日本兒童文學家暨翻譯家村岡花子為主人翁，敘述她一生的經歷，時間橫跨日本明治中期至昭和中期（1900年－1952年）。

## 劇情概要
1945年，村岡花子看著原文小說，翻查著字典，將譯文撰寫於稿紙上。這一年她已經52歲，正在進行小說《Anne of Green Gables》的翻譯工作。
此時正值二次大戰末期，節節敗退的日本正遭受盟軍轟炸機的密集轟炸，因此花子在工作時，還得隨時注意外頭的狀況，若發布空襲警報，就得帶著女兒到防空洞避難。每當避難時，她手上必定帶著書本及譯稿，對她來說，這是比她的生命還重要的東西.....
這天她一如往常的進行翻譯工作，她突然停下了筆，開始回想她這一生的經歷，「花子與安妮」的故事就此展開.....

## 登場人物

### 主角
- 村岡花子／安東花（安東はな）　 吉高由里子 飾　（幼年時期：山田望葉[10][11]）

為晨間劇少數以真實原型人名出現的角色，而劇情角色偶也模仿清秀佳人安妮的行為。
出身於甲府農家的花，個性開朗樂觀，從小就富有想像力。其本名為「花」，但總是希望大家能叫她「花子」。
一日收到父親吉平贈與之故事書，啟發了花對學習的熱忱與潛能。對此明白這一點的吉平便為花打點了一切，使其最後能以受助生的身分進入東京有名的教會學校「修和女子學校」就讀。花的寄宿學校生活就此展開。當年，花10歲。
由於無法負擔車資，花在學期間有五年都沒能回家。
起初花對英語是毫無頭緒，但在修和女校英語是絕對的必修課程，這對毫無基礎的花而言是莫大的困境，也因此使得花對英語充滿了厭惡和恐懼。直到有天夜裡，當她正在與父親相見暢談心事時，偶然聽見不遠處傳來著動人歌聲...那是史考特老師的歌聲。雖然聽不懂歌詞意思，但此刻花的心已被那美妙的音調所打動了...。
其後雖然因為一場無心之過差點遭到退學，卻也讓花決心要開始努力學習英語，而花也在這當中覓得樂趣，逐漸喜歡上英語。
經過不斷努力，以及師長親友們的支持，花的英語能力在學校已是名列前矛，不僅擔當過校長的「臨時翻譯」（第24集），畢業典禮時更首次正式擔任校長的翻譯，實力已不容小覷。
在本科時期曾經至出版社「向學館」打工，進而激發了花對翻譯的興趣和才能。為了能從事夢想中的工作，以及和大妹一起在東京生活，便到先前打工的出版社面試，只是後來了解到母親望女歸鄉的心情，也氣自己為何不明白母親的心意，因此最後決定回絕出版社，返回故鄉甲府，並在母校「尋常小學」擔任代課老師。
在任職母校時期，遇見一名和「安東花子」同樣富有想像力的小女孩，便在與其相處之下再度喚醒那個熱愛文學的自己，並創作出童話故事「蚯蚓女王」而獲得了「兒童之友獎」的殊榮。
往後由於二次大戰爆發，昔日修和女校的外國教師們紛紛離開日本。其中布萊克本校長和史考特老師於臨走前來到村岡家和花子（其婚後改名「村岡花子」）做最後的道別，而花子也收下史考特老師為紀念日本及加拿大兩國友誼所贈的《Anne of Green Gables》原文書。

### 山梨縣甲府的人們

#### 安東家
- 安東吉平　 伊原剛志 飾

花子的父親。是個行走商人，一年有半年不在家。看出女兒花對學習的潛能，為此到處奔走打點，最後終於將花送進東京的名門學校「修和女子學校」就讀。在花祖父過世後便待在家。
角色本尊為安中逸平。
- 安東富士（安東ふじ）　 室井滋 飾

花子的母親。沒有上過學，也沒有讀過書。後來為了想知道孩子們的來信，和花的青梅竹馬朝市學字，但最終也只能認字到平假名或片假名的程度。故事裡父親周造有說過，她的名字是來自於「富士山」。角色本尊為安中鐵（安中てつ）。
- 安東周造　 石橋蓮司 飾

花子的祖父，富士的父親。
- 安東吉太郎　 賀來賢人 飾　（幼年時期：山崎龍太郎）

花子的哥哥，比花子大1歲。自小因為父親特別偏愛花，而與父親不和。為了家裡的生計而從軍。擔任憲兵後負責監視宮本龍一。
- 安東佳代　 黑木華 飾　（幼年時期：木村心結）

花子的大妹，比花子小2歲。忍受不了工廠的血汗艱苦而逃到東京投靠花子，後來就在東京工作及定居。經過幾年的努力，終於有了一家屬於自己的店。
和村岡郁彌情投意合，但郁彌卻不幸在關東大地震中罹難，為此佳代當時傷心了好一陣子。1945年大戰結束後開設的咖啡廳毀於空襲，在黑市重新開設新店。1946年收養自收容所逃出的小姊妹花幸子（木村心結飾演）與育子（新井美羽飾演）。
- 安東桃（安東もも）→森田桃→益田桃　 土屋太鳳 飾

（嬰兒時期：黑澤莉愛、奥寺心優、佐藤紅；幼年時期：須田理央；少女時期：渡邊千尋）
花子的小妹，比花子小6歲。原本暗戀著朝市，告白失敗後，經父親的介紹至北海道，與一名姓森田的男性結婚。1931年丈夫病逝後備受夫家冷落，1932年逃離夫家，之後與益田旭再婚。1933年長女美里誕生，1938年過繼給姐姐花子，同年次女直子誕生。角色本尊為村岡花子的小妹坂田（本姓安中）梅子。
註：飾演桃的土屋太鳳為 NHK 2015年上半年的第92部晨間劇《希》（まれ）女主角。

#### 木場家
- 木場朝市　 窪田正孝 飾　（幼年時期：里村洋）

花的幼年玩伴兼同班同學。暗戀著花子。
註：飾演朝市的窪田正孝為 NHK 2020年的第102部晨間劇《歡呼》男主角。，繼2014年後期晨間劇《阿政》的玉山鐵二後，睽違6年後再次啟用男性為晨間劇主角
- 木場凜（木場リン）（緯來譯為「木場琳」）　 松本明子 飾

朝市的母親，安東家的隔壁鄰居。她是村子裡的情報網，知道花子身邊或村子裡發生的大小事，這一點與小說「紅髮安妮」的林德夫人十分類似。

#### 德丸家
- 德丸武　 矢本悠馬 飾　（幼年時期：高澤父母道）

花的幼年玩伴兼同班同學。
- 德丸甚之介　 竹山隆範 飾

阿武的父親、當地的大地主。

#### 阿母尋常小學的教師
- 本多正平　楨田雄司（日语：マキタスポーツ） 飾

花小學時期的一年級導師。後來在花與朝市就任教師時，他已經成為校長了。
- 綠川幾三　 相島一之 飾

花與朝市就任教師時的同事。
- 合田寅次　 長江英和 飾

阿母尋常小學的校工。
- 小山妙（小山たえ）　 伊藤真弓 飾

花任教班級的學生。

#### 山梨縣甲府的其他人物
- 森牧師　 山崎一 飾

地方教會的牧師。
- 連隊長　 田中伸一 飾

1909年進駐甲府的陸軍連隊指揮官。
- 望月啓太郎　 川岡大次郎 飾

與德丸家關係密切的大地主之子，青年企業家。在花的童話故事獲獎後，曾與花相親。

### 東京的人們

#### 修和女子學校的教師
實際為加拿大基督教會於1884年創辦的「東洋英和女學校」，主角本尊村岡花子於1913年畢業於該校。現名「東洋英和女學院」。
- 布萊克本校長（Miss Blackburn）[注 4]　 桃蒂·克拉克（Tordy Clark） 飾

修和女子學校的女校長。
- 茂木法子（茂木のり子）（緯來譯名）　 淺田美代子 飾

修和女子學校的裁縫教師兼宿舍舍監。
- 富山多紀（富山タキ）→梶原多紀（緯來譯名）　 友坂理惠 飾

修和女子學校的英語教師。與梶原總一郎相戀多年，兩人於戰後結婚。
- 史考特老師（Miss Scott）　 漢娜·葛瑞斯（Hannah Grace） 飾

修和女子學校的外國教師。對待學生相當親切。很喜歡唱歌，夜晚時常獨自一人在宿舍房間裡唱歌。而當時才剛入學不久，尚未進入狀況的花子正是因為被她的歌聲所感動，才使其對英語從原本的厭惡逐漸轉為熱愛，可說是花子的啟蒙教師。
某日由於花子為通過考試擅自抄寫自己所寫的情書，使得書信被公開而大受打擊。後來花子為了道歉努力攻讀英文，最後接受了花子生硬卻誠懇的道歉。
在二戰爆發之後，決定返回加拿大。臨走前來到村岡家與花子道別，並將自己很珍視的一本書：《Anne of Green Gables》送給花子。並希望花子在和平的時代來臨之後，能夠翻譯這本書。
- 白鳥薰子（白鳥かをる子）→勅使河原薰子　 近藤春菜（搞笑團體「針千本」） 飾

修和女子學校高等科學生，花子同宿舍的學姊。畢業後留校任教。
- 綾小路老師　 那須佐代子 飾
- 菲利浦斯老師（Miss Philips）　 莎拉·麥克唐納（Sarah McDonald） 飾

修和女子學校的外國教師。
- 外國女教師　 塔妮亞·薩其尼亞克（Tania Zachidniak） 飾

#### 修和女子學校時期的好友
- 葉山蓮子→嘉納蓮子→宮本蓮子[注 6]　 仲間由紀惠 飾

花子女子學校時期的同學，比花子大8歲。華族出身，葉山伯爵之妹。原本個性孤僻，不與其他同學往來，還指定花子負責她的生活起居，之後被花子真誠的態度感動，兩人成為推心置腹的摯友。第一任及第二任的丈夫都是政策聯姻所安排的對象，最後終於找到生命中的真愛對象，與宮本龍一結婚。
清秀佳人原型為安妮的知心好友黛安娜，其真人原型為華族之後的女性歌人柳原白蓮以及生涯中發生的白蓮私奔事件。
- 醍醐亞矢子→安東亞矢子　 高梨臨 飾　（幼年時期：茂内麻結）

貿易公司社長的千金。花子的好朋友，女子學校時期的同學，與花子住同一間宿舍。花子的情敵，暗戀著英治。之後與花子的哥哥吉太郎相戀，兩人於戰後結婚。
- 一條高子　 佐藤美雪 飾

修和女子學校高等科學生，花子同宿舍的學姊。
- 富山鶴子　 大西禮芳 飾
- 松平幸子　 義達祐未 飾

以上2人為花子就讀本科時的同宿舍好友。經常會與亞矢子談論男生的話題。
- 大昌澄子　 中別府葵 飾
- 梅田淑子　 中村優里 飾

花子的同學。座位在花子的前面。
- 竹澤昌代　 富手麻妙 飾

#### 孤兒院的相關人物
- 北澤司　 加藤慶祐 飾

花子的初戀對象。金澤名門出身的帝大生，精通英語。在孤兒院擔任志工時認識了花後，就以「花子」來稱呼她。
- 岩田祐作　 井上尚 飾

北澤的朋友，大財團社長的兒子。
- 明妮·梅（Minnie May）　 菲斯汀（Ella Fisting） 飾

花子與北澤在孤兒院遇見的加拿大籍小女孩。從事貿易業的父親在與她來到日本時過世，她被送至孤兒院安置。因為不懂日文，無法與其他小朋友溝通，因此總是獨自一人。花與英語不錯的北澤主動接近她，用英文兒歌與她拉近距離。
- 牧師　 川中健次郎 飾

花子與北澤所去的孤兒院牧師。

#### 東京的其他人物
- 久保山　 大林丈史 飾

葉山家的親戚。嘉納傳助與蓮子的婚姻介紹人。
- 淺野中也　 瀬川亮 飾

花子的父親吉平所支持的東京社會主義運動家，「勞民新聞」的社長。
- 山田國松　 村松利史 飾

在吉平販售「社會主義入門」的攤位旁販賣饅頭的男子。

#### 葉山家
- 葉山晶貴　 飯田基祐 飾

蓮子的同父異母哥哥，伯爵。角色本尊為柳原義光。
- 葉山園子　 村岡希美[注 7] 飾

晶貴的妻子。

#### 村岡家
經營村岡印刷公司，該公司於關東大地震中全毀，重建完成後改名為「青凛社」。實際為「福音印刷」及「青蘭社」，專營福音書籍的印刷及出版業務。
- 村岡英治　 鈴木亮平 飾

村岡印刷公司小開，花子的丈夫。角色本尊為村岡花子之夫村岡敬三。
- 村岡郁彌　 町田啓太 飾

英治的弟弟。對花子的大妹佳代一見鍾情，欲與佳代結婚，但在1923年的關東大地震中不幸遇難。角色本尊為村岡敬三之弟村岡齋 。
- 村岡香澄　 中村友理 飾

英治的第一任妻子。容貌姣好且氣質出眾，但在結婚後不久即因結核病過世。為了不讓英治受自己拖累，主動要求離婚，並鼓勵英治追求新的對象。
- 村岡平祐　 中原丈雄 飾

英治的父親，村岡印刷公司社長。1929年逝世。角色本尊為村岡平治。
- 村岡步　 橫山步 飾　（3歲：遠藤颯）

花子與英治的兒子。生於1921年夏天，5歲時因痢疾而過世。角色本尊為村岡花子親生兒子村岡道雄。
- 村岡美里　 金井美樹 飾　（5歲：岩崎未來；8～13歲：三木理沙子）

花子的女兒。生於1933年，親生父母是益田旭與花子的小妹桃。妹妹桃的丈夫阿旭罹患結核病，為了專心照料丈夫，將年幼的女兒美里托付給姊姊花子照顧。1938年受阿旭與桃的請託，正式將美里收為養女。角色本尊為村岡花子之養女村岡綠。

#### JOAK（東京廣播電台）的相關人物
1932～1941年花子於此處的廣播節目「兒童新聞」擔任播報員，期間因不願意向孩子播報戰爭新聞而請辭。1946年再次重回播報台。
- 漆原光麿　 岩松了 飾

JOAK製作部長。有深厚的男尊女卑觀念，對於花子播報「兒童新聞」的風格頗不以為然。
- 有馬次郎　 堀部圭亮 飾

JOAK的招牌主播。

#### 出版社的相關人物
- 梶原總一郎　 藤本隆宏 飾

向學館編輯→聰文堂社長。
- 向學館編輯人員　 豬俣三四郎、中津川朋宏、宮平安春 飾
- 須藤大策　 西澤仁太 飾

聰文堂的編輯部人員。
- 三田悠介　 本田大輔 飾

聰文堂的編輯部人員。
- 宇田川滿代　 山田真歩 飾

與花同時入選「兒童之友獎」的女作家。
- 長谷部汀　 藤真利子 飾

文學界享譽盛名的知名女作家。
- 小泉晴彥　 白石隼也 飾

小鳩書房的新人編輯。與梶原共同造訪村岡家，取得花子翻譯的《紅髮安妮》及《湯姆叔叔的小屋》（Uncle Tom's Cabin）原稿，但只有《湯姆叔叔的小屋》出版成書。《紅髮安妮》因為知名度不高，6年後的1952年才正式出版。
- 門倉幸之介　 茂木健一郎 飾

小鳩書房的社長。與小泉共同促成《紅髮安妮》的出版。

#### 嘉納家
- 嘉納傳助　 吉田鋼太郎 飾

蓮子在政策聯姻下所嫁的第二任丈夫，與蓮子相差25歲。角色本尊為伊藤傳右衛門。
- 嘉納冬子　 城戶愛莉 飾　（少女時期：山岡愛姬）

傳助與前妻所生的女兒。
- 山元民（山元タミ）　 筒井真理子 飾

嘉納家的幫傭總管。對蓮子始終抱有成見。
- 阿留　 比佐廉 飾

嘉納家的幫傭。
- 阿鈴　 隅倉啓美 飾

嘉納家的幫傭。
- 嘉納家總管　 阿倉（クラ） 飾
- 嘉納家的女幫傭　 芳野友美 飾

#### 宮本家
- 宮本龍一　 中島歩 飾

蓮子過去的戀人，年紀比蓮子小。最終與蓮子結婚。角色本尊為柳原白蓮第三任丈夫宮崎龍介（年紀小白蓮7歲）。
- 宮本純平　 大和田健介 飾　（幼年時期：岡田將大，少年時期：田中慶一）

宮本龍一與蓮子的兒子，生於1922年。1945年二次大戰結束前4天於鹿兒島的軍營遭到盟軍空襲而戰死，戰死通知直到戰後才送到宮本家中。角色本尊為柳原白蓮的兒子宮崎香織。
- 宮本富士子　 芳根京子 飾　（少女時期：渡邊杏實）

宮本龍一與蓮子的女兒，純平的妹妹，生於1926年。角色本尊為柳原白蓮的女兒宮崎蕗苳。
註：飾演富士子的芳根京子為 NHK 2016年下半年的第95部晨間劇《別嬪小姐》（べっぴんさん）女主角。
- 宮本浪子　 角替和枝 飾

龍一的母親。1942年逝世。角色本尊為宮崎龍介的的母親宮崎槌。

#### 其他人物
- 小幸（サッちゃん）　 木下明（木下あかり） 飾

加代的紡織工廠同事。
- 濱口貞（浜口サダ）　 霧島麗香 飾

花的父親吉平在新潟的木賃宿（不提供餐飲的便宜旅館）遇見的女子，以「吉平的戀人」身分出現在安東家。之後向花坦承因為嫉妒吉平與太太如此恩愛，因此才說了謊。
- 黑澤一史　 木村彰吾 飾

「東西日報」的記者→JOAK製作部。因為無法認同「東西日報」為搶新聞不顧當事人感受的採訪作風而離職。
- 下山　 木下鳳華 飾

「東西日報」的記者，黑澤的上司。
- 内藤　 中野剛 飾

與嘉納傳助關係密切的筑前銀行東京分行長。村岡家印刷公司關東大地震後一度面臨無力重建的窘況，在嘉納傳助的指示下，同意提供融資，讓村岡家重建公司。
- 益田旭　 金井勇太 飾

桃的丈夫。
- 益田直子　 志村美空 飾

桃與阿旭的女兒。生於1938年。
- 雪乃　 壇蜜 飾

1932年突然造訪宮本家的娼妓。原本生活在不自由的環境，看到在蓮子在雜誌上提出男女同權的訴求後感同身受，勇於逃出紅燈戶，在蓮子的幫助下得以找到藏身之處。二次大戰爆發後，在花子的妹妹佳代介紹下。積極參與婦女會的活動。

#### 延伸劇「朝市的新娘」的登場人物
以下登場人物並未在本篇中登場。講述1933年40歲的朝市與堀部千津江相識、相戀，最終結為連理的過程。
- 堀部千津江（堀部ちづ江） 　 石橋杏奈 飾

朝市的結婚對象。26歲。
- 宇田川滿代的前夫　 武井壯 飾

在關東大地震時與宇田川相識並結婚，之後兩人離婚。

## 與紅髮安妮故事裡相似的部分
- 花子的原名為「花」，但她希望別人可以叫她「花子」，不要叫她「花」，就如同紅髮安妮裡的安妮希望別人可以叫她「安妮（Anne）」，不要叫她「安（Ann）」。
- 花子即將出發前往雇主家做工，但雇主要的是個能夠做粗活的男孩，而不要女孩。如同紅髮安妮裡瑪麗拉希望收養的是個能夠幫忙田裡工作的男孩，而打算把安妮送回去。
- 在花子背妹妹桃上學時，桃的頭髮被地主的兒子「阿武」戲弄而拉到哭出來時，被她發現後拿著寫字用的石板打了後座的「朝市」而碎裂，就如同紅髮安妮裡安妮被吉爾伯特拉頭髮又被他取笑為「紅蘿蔔」時，被安妮發現後拿著寫字用的石板打了後座的「吉爾伯特」而碎裂。
- 花子居住的村子裡的「阿母（おぼ）尋常小學」與「阿母里」教會，名字發音是來自紅髮安妮裡的「艾凡里（Avonlea）」學校與教會。
- 朝市的母親木場凜，是村子裡的情報網，名字發音是來自紅髮安妮裡瑪麗拉的摯友「瑞秋．林德（Rachel Lynde）」，瑞秋也是村子裡的情報網。
- 花子的祖父安東周造，其人物定位相當於紅髮安妮原作裡「馬修‧卡斯伯特（Matthew Cuthbert）」這個角色。
- 劇中已成孤兒的小女孩名字，與原著故事裡安妮的知心好友黛安娜的妹妹名字相同，都叫「明妮．梅（Minnie May）」。
- 花子到蓮子的房間不知情的喝葡萄酒之後發酒瘋的部分，與原作故事裡安妮邀請黛安娜來綠色莊園喝下午茶時，安妮不慎把瑪麗拉珍藏的葡萄酒當成葡萄汁請黛安娜喝，導致黛安娜喝到不舒服回家時也同樣發酒瘋，結果這事情導致貝瑞夫人一時與安妮斷絕往來。
- 花子在學校屋頂為了表現給學生看在屋頂走路的時候不慎摔到骨折，與紅髮安妮動畫裡安妮為了在屋頂表現給裘西看時，也不慎從屋頂上摔下來的情節相同。

## 製作團隊
- 原作：村岡惠理《アンのゆりかご 村岡花子の生涯》（安妮的搖籃 村岡花子的生涯）
- 劇本：中園美保
- 音樂：梶浦由記
- 製作統括：加賀田透
- 製作人：須崎岳
- 主題曲：絢香〈彩虹色〉
- 時代考證：天野隆子
- 山梨方言指導：奥山真佐子
- 筑豐方言指導：芳野友美
- 搭景指導：藤間龍巳
- 書法指導：望月曉云
- 動畫製作：和田羊平
- 拍攝協助：山梨縣甲府市、山梨縣韮崎市、加拿大愛德華王子島省
- 取材協助：東洋英和女學院
- 導演：柳川強、松浦善之助、橋爪紳一郎、安達繩（安達もじり）、中野亮平、村山峻平、增田靜雄
- 旁白：美輪明宏[13]（第95集插曲《爱的赞歌》亦由其演唱[14]）
- 「花子1週回顧及花子5分鐘搶先看」（花子とアン1週間&5分で花子とアン）主持人：西堀裕美（NHK主播）

## 獎項
| 年份   | 大獎                | 獎項       | 得獎者     |
| ------ | ------------------- | ---------- | ---------- |
| 2014年 | 第82回日劇學院賞    | 最佳女主角 | 吉高由里子 |
| 2014年 | 第82回日劇學院賞    | 最佳女配角 | 仲間由紀惠 |
| 2014年 | 第82回日劇學院賞    | 最佳男配角 | 吉田鋼太郎 |
| 2014年 | 第7回東京國際戲劇節 | 最佳男配角 | 吉田鋼太郎 |
| 2015年 | 第23回橋田獎        |            | 花子與安妮 |
| 2015年 | 第8回東京國際戲劇節 | 最佳編劇   | 中園美保   |

## 播出日期
| 各週   | 集數    | 播出日期               | 副標題 | 中文標題               | 導演       |
| ------ | ------- | ---------------------- | ------ | ---------------------- | ---------- |
| 1      | 1-6     | 2014年3月31日－4月5日  | [ 15 ] | 我叫做花子！           | 柳川強     |
| 2      | 7-12    | 2014年4月7日－4月12日  |        | 英語是什麼？           | 松浦善之助 |
| 3      | 13-18   | 2014年4月14日－4月19日 |        | 初戀的悸動！           | 柳川強     |
| 4      | 19-24   | 2014年4月21日－4月26日 |        | 引發爭端的插班生       | 柳川強     |
| 5      | 25-30   | 2014年4月28日－5月3日  |        | 風波四起的大文學會     | 松浦善之助 |
| 6      | 31-36   | 2014年5月5日－5月10日  |        | 推心置腹的摯友         | 松浦善之助 |
| 7      | 37-42   | 2014年5月12日－5月17日 |        | 再見了，修和女學校     | 松浦善之助 |
| 8      | 43-48   | 2014年5月19日－5月24日 |        | 想像的羽翼？           | 安達繩     |
| 9      | 49-54   | 2014年5月26日－5月31日 |        | 花要去相親             | 安達繩     |
| 10     | 55-60   | 2014年6月2日－6月7日   |        | 少女啊，要胸懷大志！   | 橋爪紳一朗 |
| 11     | 61-66   | 2014年6月9日－6月14日  |        | Good Bye！花老師       | 松浦善之助 |
| 12     | 67-72   | 2014年6月16日－6月21日 |        | 在銀座的咖啡廳見       | 柳川強     |
| 13     | 73-78   | 2014年6月23日－6月28日 |        | 能忘掉這段戀情嗎？     | 安達繩     |
| 14     | 79-84   | 2014年6月30日－7月5日  |        | 動搖的心               | 橋爪紳一朗 |
| 15     | 85-90   | 2014年7月7日－7月12日  |        | 最棒的聖誕節           | 松浦善之助 |
| 16     | 91-96   | 2014年7月14日－7月19日 |        | 只要有你               | 柳川強     |
| 17     | 97-102  | 2014年7月21日－7月26日 |        | 再次成為推心置腹的摯友 | 安達繩     |
| 18     | 103-108 | 2014年7月28日－8月2日  |        | 淚水終會化為笑容       | 中野亮平   |
| 19     | 109-114 | 2014年8月4日－8月9日   |        | 春天的禮物             | 村山峻平   |
| 20     | 115-120 | 2014年8月11日－8月16日 |        | 海上的彩虹             | 松浦善之助 |
| 21     | 121-126 | 2014年8月18日－8月23日 |        | 播音員阿姨誕生         | 柳川強     |
| 22     | 127-132 | 2014年8月25日－8月30日 |        | 新的家人               | 安達繩     |
| 23     | 133-138 | 2014年9月1日－9月6日   |        | 邂逅安妮               | 增田靜雄   |
| 24     | 139-144 | 2014年9月8日－9月13日  |        | 活著的證明             | 松浦善之助 |
| 25     | 145-150 | 2014年9月15日－9月20日 |        | 早晨永遠是最美的       | 安達繩     |
| 26     | 151-156 | 2014年9月22日－9月27日 |        | 在轉角的前方           | 柳川強     |
| 延伸劇 | －      | 2014年10月18日         |        | 朝市的新娘             | 橋爪紳一朗 |

## 外部連結
- 《花子與安妮》 - 緯來日本台官方網站 （页面存档备份，存于）
- 豆瓣电影上《花子與安妮》的資料 （简体中文）
- 豆瓣电影上《花子与安妮SP：朝市的新娘》的資料 （简体中文）
- 时光网上《花子與安妮》的資料（简体中文）

| 日本 NHK 連續電視小說                     | 日本 NHK 連續電視小說                       | 日本 NHK 連續電視小說 |
| ----------------------------------------- | ------------------------------------------- | --------------------- |
|                                           | 花子與安妮 （2014年3月31日－2014年9月27日） |                       |
| 多謝款待 （2013年9月30日－2014年3月29日） | 阿政 （2014年9月29日－2015年3月28日）       |                       |

| 臺灣緯來日本台 週一至週五 20:00 - 22:00      | 臺灣緯來日本台 週一至週五 20:00 - 22:00                                                     | 臺灣緯來日本台 週一至週五 20:00 - 22:00 |
| -------------------------------------------- | ------------------------------------------------------------------------------------------- | --------------------------------------- |
|                                              | 花子與安妮 （2014年11月5日－2015年1月19日）                                                 |                                         |
| 算命大師說 （2014年10月21日－2014年11月4日） | 王牌大律師+ 王牌大律師2~誰能比我賤+ 王牌大律師之賤的好吃驚 （2015年1月20日－2015年2月17日） |                                         |

| 臺灣 大愛電視 星期一至五 02:30 - 03:00 · 4月1日起 08:00 - 08:30 | 臺灣 大愛電視 星期一至五 02:30 - 03:00 · 4月1日起 08:00 - 08:30 | 臺灣 大愛電視 星期一至五 02:30 - 03:00 · 4月1日起 08:00 - 08:30 |
| --------------------------------------------------------------- | --------------------------------------------------------------- | --------------------------------------------------------------- |
|                                                                 | 花子與安妮 （2024年2月2日—9月6日）                              |                                                                 |
| 少女的時代 （2023年10月17日—2024年2月1日）                      | 陽子 （2024年9月9日—2025年4月14日）                             |                                                                 |